# Маз, Ипполит
Ипполит Маз или Мазе́ (фр. Hippolyte Maze или Mazé), полное имя Алекса́ндр Луи́ Ипполи́т Маз (Alexandre Louis Hippolyte Maze; 5 ноября 1839 года, Аррас — 25 октября 1891 года, Париж) — французский преподаватель истории, писатель и сенатор, член оппортунистской партии периода Третьей республики.

## Творчество
Им написаны:
- «Les Gouvernements de la France du XVII au XIX siècle» (Анже, 1864),
- «La République des Etals-Unis» (1869),
- «Kleber» (1879),
- «Le général Marceau» (1889),
- «Борьба против нищеты» (La lutte contre la misère, 1883),
- «Les généraux de la République» (1889)